# فرد دلوکا
فرد دلوکا (انگلیسی: Fred DeLuca; ۳ اکتبر ۱۹۴۷ – ۱۴ سپتامبر ۲۰۱۵) سرمایه‌دار، کارآفرین و رستوران‌دار اهل ایالات متحده آمریکا بود، که در سال ۱۹۶۵ شرکت ساب‌وی را تأسیس کرد.